# Torneo Centroamericano 1990
El Torneo Centroamericano 1990 fue la decimosexta edición del Torneo Centroamericano de la Concacaf, torneo de fútbol a nivel de clubes de Centroamérica organizado por la Concacaf y que contó con la participación de 12 equipos de la región. El ganador estaría en la fase final de la Copa de Campeones de la Concacaf 1990. 
El campeón de la edición anterior, el Olimpia de Honduras, venció en la triangular final al CD Luis Ángel Firpo de El Salvador y Real CD España también de Honduras para ser el segundo equipo en defender el título de campeón.

## Primera ronda

### Real España - Diriangén
| 21 de abril de 1990 | Real España                                   | 5:1 | Diriangén | Estadio Francisco Morazán, San Pedro Sula |  |
|                     | González · Vallejo · Soto · Caballero · Ávila |     | Bendaña   |                                           |  |

| 29 de abril de 1990                                                              | Diriangén | 0:2 (Global 1:7) | Real España | Estadio Colegio La Salle, Diriamba |  |
| Diriangén se retiró y por lo tanto, se le dio la victoria de 2-0 al Real España. |           |                  |             |                                    |  |

### Municipal - Duurly's
| 21 de abril de 1990 | Municipal    | 2:0 | Duurly's | Estadio Mateo Flores, Ciudad de Guatemala |  |
|                     | Funes ?', ?' |     |          |                                           |  |

| 13 de mayo de 1990 | Duurly's | 0:3 (Global 0:5) | Municipal                | MCC Grounds, Ciudad de Belice |  |
|                    |          |                  | Archila · Castro · Rodas |                               |  |

### Suchitepéquez - San Joaquín
| 22 de abril de 1990 | Suchitepéquez   | 2:1 | San Joaquín | Estadio Carlos Salazar Hijo, Mazatenango |  |
|                     | Pérez · Samayoa |     | Desconocido |                                          |  |

| 6 de mayo de 1990 | San Joaquín | 0:1 (Global 1:3) | Suchitepéquez | San Ignacio, Belice |  |
|                   |             |                  | Castañeda     |                     |  |

### Luis Ángel Firpo - Tauro
| 25 de abril de 1990 | Luis Ángel Firpo | 1:1 | Tauro       | Estadio Sergio Torres, Usulután |  |
|                     | Batres           |     | Desconocido |                                 |  |

| 29 de abril de 1990 | Tauro | 0:3 | Luis Ángel Firpo          | Estadio Sergio Torres, Usulután |  |
|                     |       |     | Batres · Toninho · Zapata |                                 |  |

### Alianza - La Previsora
| 25 de abril de 1990 | La Previsora | 1:10 | Alianza                                                                      | Estadio Revolución, Ciudad de Panamá |  |
|                     | Desconocido  |      | Canales ?', ?' · Salazar ?', ?' · Toro ?', ?' · Desconocido/s ?', ?', ?', ?' |                                      |  |

| 29 de abril de 1990 | Alianza         | 2:0 (Global 12:1) | La Previsora | Estadio Cuscatlán, San Salvador |  |
|                     | Palacios · Toro |                   |              |                                 |  |

### Olimpia - Juventus Orange Walk
| 15 de julio de 1990 | Juventus Orange Walk | 0:2 | Olimpia | Belmopán, Belice |  |

| 19 de julio de 1990                                                                                             | Olimpia | 2:0 | Juventus Orange Walk | Estadio Nacional de Tegucigalpa, Tegucigalpa |  |
| Juventus Orange Walk no se presentó a ambos encuentros y por lo tanto, se le dio la victoria de 2-0 al Olimpia. |         |     |                      |                                              |  |

## Segunda ronda

### Luis Ángel Firpo - Alianza
| 13 de mayo de 1990 | Alianza | 0:0 | Luis Ángel Firpo | Estadio Cuscatlán, San Salvador |  |

| 20 de mayo de 1990 | Luis Ángel Firpo | 1:0 (0:0) | Alianza | Estadio Sergio Torres, Usulután |  |
|                    | Cienfuegos       |           |         |                                 |  |

### Real España - Municipal
| 31 de agosto de 1990 | Real España      | 2:1 | Municipal | Estadio Francisco Morazán, San Pedro Sula |                               |
|                      | Vallejo · Roland |     | Ferreira  | Asistencia: 3301 espectadores             | Asistencia: 3301 espectadores |

| 2 de septiembre de 1990 | Municipal | 0:1 (Global 1:3) | Real España | Estadio Francisco Morazán, San Pedro Sula |  |
|                         |           |                  | Anariba     |                                           |  |

### Olimpia - Suchitepéquez
| 31 de agosto de 1990 | Suchitepéquez  | 2:2 (1:1) | Olimpia                     | Estadio Nacional, Tegucigalpa |  |
|                      | Pérez 11', 64' |           | Espinoza 17' · Yearwood 88' |                               |  |

| 2 de septiembre de 1990 | Olimpia     | 2:0 (Global 4:2) | Suchitepéquez | Estadio Nacional, Tegucigalpa |  |
|                         | Laje ?', ?' |                  |               |                               |  |

## Ronda final
| Equipo           | PJ | PG | PE | PP | GF | GC | Dif | Pts. |
| ---------------- | -- | -- | -- | -- | -- | -- | --- | ---- |
| Olimpia          | 4  | 2  | 1  | 1  | 4  | 5  | -1  | 5    |
| Luis Ángel Firpo | 4  | 1  | 2  | 1  | 5  | 3  | +2  | 4    |
| Real España      | 4  | 1  | 1  | 2  | 5  | 6  | -1  | 3    |

### Partidos
| 9 de septiembre de 1990 | Luis Ángel Firpo           | 3:0 | Real España | Estadio Sergio Torres, Usulután |  |
|                         | Henríquez ?', ?' · Toninho |     |             |                                 |  |

| 15 de septiembre de 1990 | Real España | 1:1 | Luis Ángel Firpo | Estadio Francisco Morazán, San Pedro Sula |                                |
|                          | Smith       |     | de Moura         | Asistencia: 6,217 espectadores            | Asistencia: 6,217 espectadores |

| 20 de septiembre de 1990 | Olimpia  | 1:1 (1:0) | Luis Ángel Firpo | Estadio Nacional, Tegucigalpa |  |
|                          | Laje 31' |           | Toninho 83'      |                               |  |

| 7 de octubre de 1990 | Luis Ángel Firpo | 0:1 (0:0) | Olimpia      | Estadio Sergio Torres, Usulután |  |
|                      |                  |           | Yearwood 75' |                                 |  |

| 11 de octubre de 1990 | Real España                          | 4:1 | Olimpia | Estadio Francisco Morazán, San Pedro Sula |                                 |
|                       | Vallejo ?', ?' · Aguirre · Maradiaga |     | Laje    | Asistencia: 13.908 espectadores           | Asistencia: 13.908 espectadores |

| 14 de octubre de 1990 | Olimpia  | 1:0 (0:0) | Real España | Estadio Nacional, Tegucigalpa   |                                 |
|                       | Laje 74' |           |             | Asistencia: 24.184 espectadores | Asistencia: 24.184 espectadores |

## Campeón
Olimpia
Campeón
3° título